# التادنا (کالیفرنیا)
التادنا، کالیفرنیا (به انگلیسی: Altadena, California) یک محدوده ثبت‌نشده و منطقه سرشماری‌شده در ایالات متحده آمریکا است که در کالیفرنیا واقع شده‌است.

## خصوصیات
التادنا ۲۲٫۶۰۹ کیلومترمربع مساحت و ۴۲٬۷۷۷ نفر جمعیت دارد و ۴۱۴ متر بالاتر از سطح دریا واقع شده‌است.